# 佐伯千仭
佐伯 千仭（さえき ちひろ、1907年（明治40年）12月11日 - 2006年（平成18年）9月1日）は、日本の法学者（刑法）。弁護士。熊本県出身。

## 略歴
熊本県上益城郡木山町生まれ。旧制熊本県立中学済々黌（現熊本県立済々黌高等学校）を経て、1927年旧制第五高等学校卒業。1930年、京都帝国大学法学部卒業後、同大学助手。1932年、同助教授。1933年の滝川事件の際に京都大学を離れ、立命館大学教授に就任するも、1934年に京都大学法学部助教授に復帰した。1941年、同大学教授。
戦後、自著『刑法総論』の国家主義的内容が問題となって教職不適格指定を受け、1947年に京都大学を追放された。同年、弁護士登録。1951年、法学博士（京都大学、学位論文「刑法に於ける期待可能性の思想」）。1954年、立命館大学教授に就任。1973年定年退職、名誉教授。
2006年9月1日、98歳で逝去。

## 人物
近代派の宮本英脩の弟子であるが、宮本と異なり、古典派の中でも瀧川幸辰と同じ前期旧派の立場に立つ。日本における陪審制度の研究のほか、熱心な死刑廃止論者としても知られている。
いわゆる滝川事件の復帰組の一人であるだけでなく、極東国際軍事裁判をはじめ、松川事件、東京中郵郵便法違反事件、東京都教組地公法違反事件など、戦後史に残る事件に関わった。また、日本学術会議会員、法制審議会委員などを歴任した。

## 学説
佐伯は、師である宮本による被害が軽微な場合の可罰類型阻却原因に関する研究を発展させて可罰的違法性論を提唱し、構成要件は単なる没却的・記述的な行為類型ではなく、可罰的な違法行為の類型であると主張した。また、間接正犯の成立範囲を狭め、かえって要素従属性を緩和していくことによって共犯として処理していく拡張的共犯論などでも知られる。門下生として、中川祐夫、中山研一。

### 語録
- 「理論の世界には疑うことの許されない権威はない」（刑事法講座第2巻309頁）

## 滝川事件と佐伯千仭
滝川事件当時、京都大学法学部助教授だった佐伯は、文部省による瀧川幸辰の休職処分に抗議して辞職、立命館大学法学部教授に転じた。しかし、京都大学に残留した教授陣に不安を抱いた京都大学法学部卒業生からの説得を受け、翌1934年、京都大学に復帰して助教授に再任された。
立命館大学を退職する際、京都大学に復帰する者と復帰しない者が生じてしまい、かつ立命館大学に迷惑をかける形となったため、佐伯自身は「立命に対しては本当に申し訳ないことになってしまった」と後日述懐している。彼らの復帰は「滝川ら辞任組が復帰できる状況になった時にくさびになるような人間がいなければ困る」という「残留組」教官の言い分に抗し得なかったからだとされる。また当時この件について、久野収（滝川の免官処分に反対し学問の自由と大学自治を擁護する運動を進めていた）から非難された際、佐伯は「敗北して帰るのだからどんな批判も甘受する」と答えている。
その後1941年に教授に昇任した佐伯は、第二次世界大戦終結とともに黒田覚（法学部長）ら他の復帰組教官とともに滝川の復帰工作を開始し実現させた。この際、佐伯は鳥養利三郎京大総長とともに、「大学自治を滝川事件以前の状態に復帰する」旨の総長・文部省の合意文書草案を作成している。
しかし京大法学部再建のため全権を委任されて復帰した滝川を委員とする法学部の教員適格審査委員会は、戦争中の佐伯の著作の国家主義的内容を問題にして佐伯を教職不適格とした（これと前後して他の復帰組教官も京大を去っている）。これら一連の事態の背景には復帰組に対する滝川の個人的感情があったという見方もある。
なお、この不適格処分に対して、佐伯は京都大学新聞社発行の「学園新聞」1946年11月11日号に「刑法に於ける私の立場-追放の判定を駁す-」と題する反駁文を発表している。

## 主な著書
- 『ドイツにおける刑法改正論』（有斐閣、1962年）
- 『犯罪と刑罰　佐伯千仭博士還暦祝賀』（上）（下）（有斐閣、1968年）
- 『刑法改正の総括的批判』（日本評論社、1975年）
- 『刑事訴訟の理論と現実』（有斐閣、1979年）
- 『刑法講義総論』（四訂版）（有斐閣、1984年）
- 『刑法における期待可能性の思想』（増補版）（有斐閣、1985年）
- 『共犯理論の源流』（成文堂、1987年）
- 『死刑廃止を求める　法セミセレクション』（団藤重光、平場安治との共編）（日本評論社、1994年）
- 『刑事法と人権感覚 -ひとつの回顧と展望』（法律文化社、1994年）
- 『陪審裁判の復活』（第一法規出版、1996年）
- 『刑法における違法性の理論』（有斐閣、1974年）
- 『新・生きている刑事訴訟法 -佐伯千仭先生卆寿祝賀論文集』（刑事訴訟法研究会佐伯先生卆寿祝賀論文集編集委員会）（成文堂、1997年）
- 『戦争と犯罪社会学』（有斐閣、1946年）
- 『総合判例研究叢書刑法（22）期待可能性』（米田泰邦との共著）（有斐閣、1964年）
- 『法曹と人権感覚』（法律文化社、1970年）
- 『刑事裁判と人権』（法律文化社、1957年）
- 『生きている刑事訴訟法』（編著）（日本評論社、1965年）
- 『刑法総論』（有信堂高文社、1952年）
- 『刑法各論』（補訂版）（有信堂高文社、1981年）
- 『刑法総論』（弘文堂書房、1944年）